# De Spaanse zanger
De Spaanse zanger (Frans: Le Chanteur Espagnol) is een schilderij van Édouard Manet uit 1860. Het staat ook bekend onder de naam De guitarrero. Dit was het eerste werk van de schilder dat werd toegelaten tot de Parijse salon en betekende het begin van zijn carrière. Sinds 1949 maakt het deel uit van de collectie van het Metropolitan Museum of Art in New York.

## Voorstelling
Nadat De absintdrinker was geweigerd voor de Salon van 1859, diende Manet twee jaar later een heel ander werk in. In de memoires van zijn vriend Antonin Proust valt te lezen dat de schilder hierover gezegd zou hebben: "Ik heb een type uit Parijs afgebeeld [...] uitgevoerd met de eenvoud die ik in [...] Velázquez heb gevonden. Het werd niet begrepen. Misschien zal het beter begrepen worden als ik een Spaans type schilder." De Spaanse zanger sloot inderdaad veel beter aan bij de heersende smaak en oogstte succes op de Salon. Aanvankelijk had het een ongunstige plaats, hoog aan de muur, maar door de positieve reacties kreeg het een betere plek en werd na afloop onderscheiden met een eervolle vermelding.
Op het schilderij is een mannelijk model te zien, dat een gitaar in zijn handen houdt en op een groene bank zit. Dat het hier niet om een echte gitaarspeler gaat blijkt onmiddellijk uit het feit dat de gitaar opgespannen is voor een rechtshandige speler, terwijl het model linkshandig is. Ook de kleding en de andere rekwisieten kwamen uit Manets atelier en zouden in andere schilderijen opnieuw opduiken, bijvoorbeeld in Victorine Meurent in het kostuum van een espada en Jongeman in het kostuum van een majo. De invloed van Velázquez komt duidelijk naar voren in de sober uitgevoerde achtergrond, met slechts een klein kleurverschil tussen de vloer en de achterwand. Ook in het kleine stilleven rechts op de voorgrond kan de Spaanse meester herkend worden. Volgens Antonin Proust noemde Manet zelf ook Frans Hals als een bron van inspiratie.
Tot de bewonderaars van het werk behoorden de schilders Fantin-Latour, Legros en Carolus-Duran. Zij gingen Manet zelfs in zijn atelier opzoeken en bevestigden daarmee zijn nieuw verworven status als leider van de moderne schilders. Ook de schrijver Théophile Gautier, wiens werken er mede voor hadden gezorgd dat Spanje zeer in de mode was gekomen, prees het realisme in het schilderij.

Caramba! hier is een guitarrero die niet uit de Opéra-Comique komt en die een slecht figuur zou slaan op een romantische litho; maar Velázquez zou hem met een vriendschappelijk knipoogje begroeten en Goya zou hem om vuur vragen om zijn papelito aan te steken.

(Caramba! voilà un guitarrero qui ne vient pas de l'Opéra-Comique et qui ferait mauvaise figure sur une lithographie de romance; mais Velázquez le saluerait d'un petit clignement d'oeil amical, et Goya lui demanderait du feu pour allumer son papelito.)
— Théophile Gautier (1861)

## Herkomst
- januari 1872: de kunsthandelaar Durand-Ruel koopt het werk voor 3.000 frank van de kunstenaar.
- 3 januari 1873: Jean-Baptiste Faure koopt het schilderij van Durand-Ruel voor 7.000 frank.
- 17 april 1906: terugverkocht aan Durand-Ruel voor 20.000 frank.
- 2 mei 1907: verkocht aan William Church Osborn, New York voor 150.000 frank.
- 1949: geschonken aan het Metropolitan Museum of Art.

## Afbeeldingen

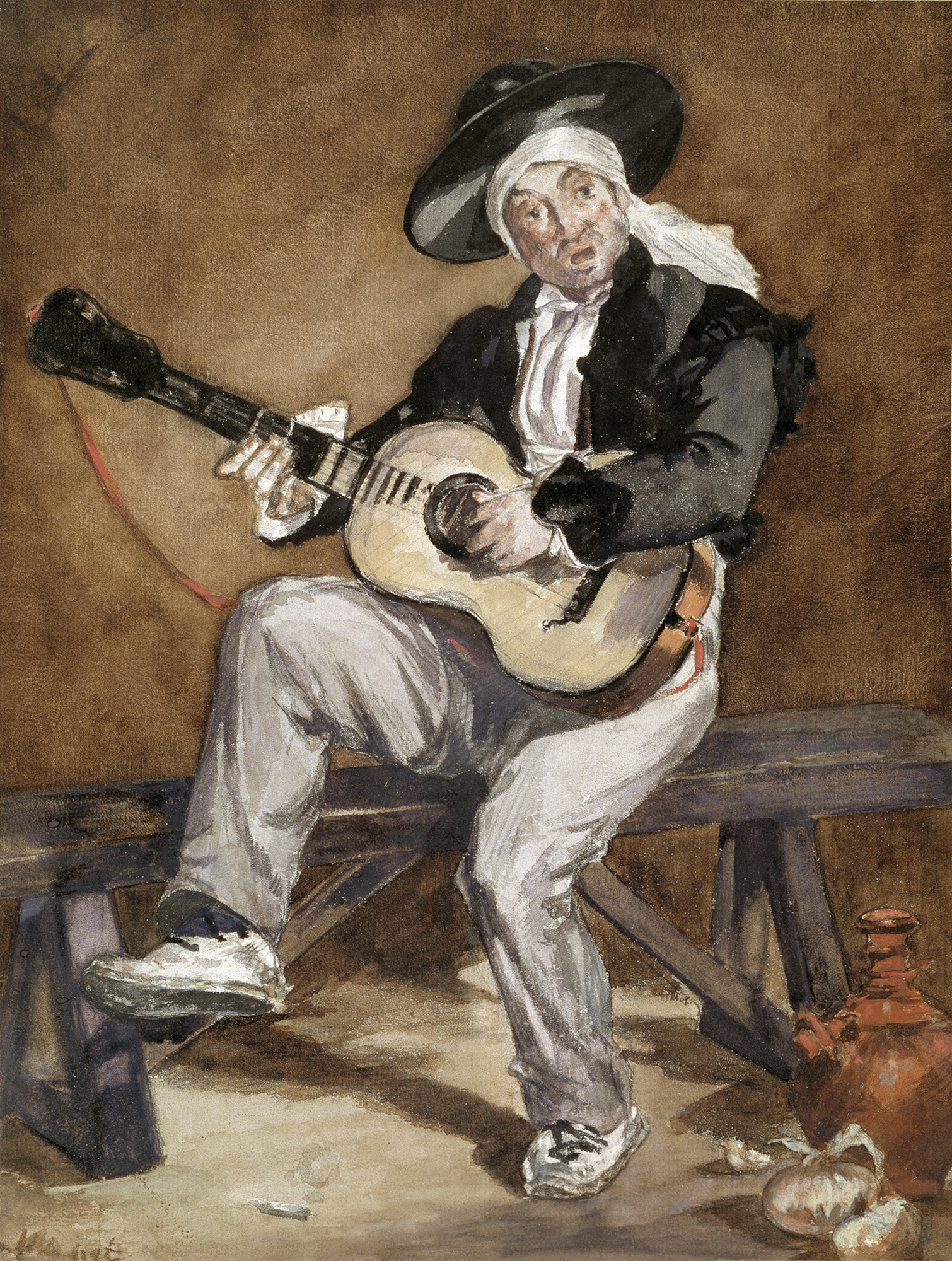
schets in waterverf, gouache en grafiet
De absintdrinker (1859)
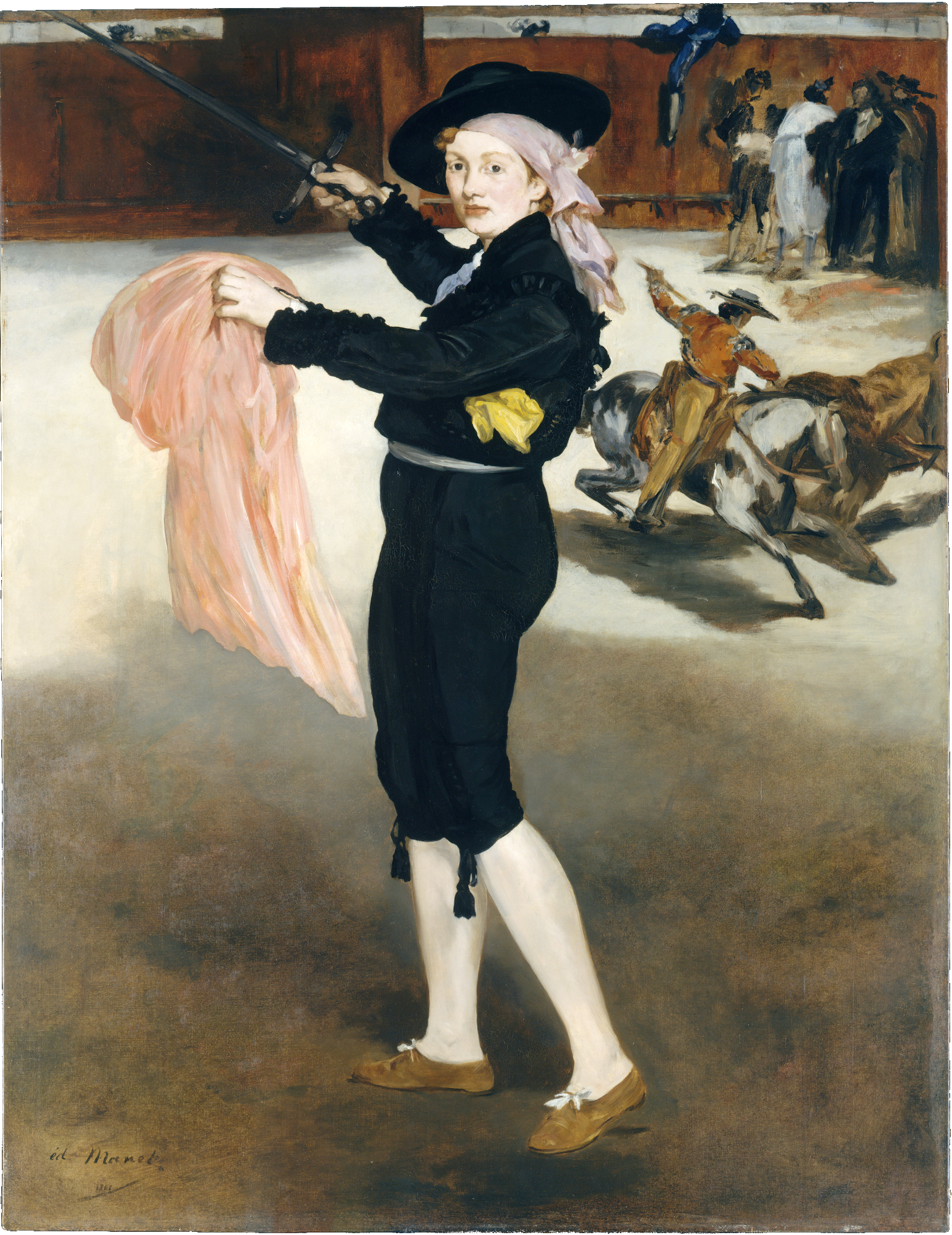
Victorine Meurent in het kostuum van een espada (1862)
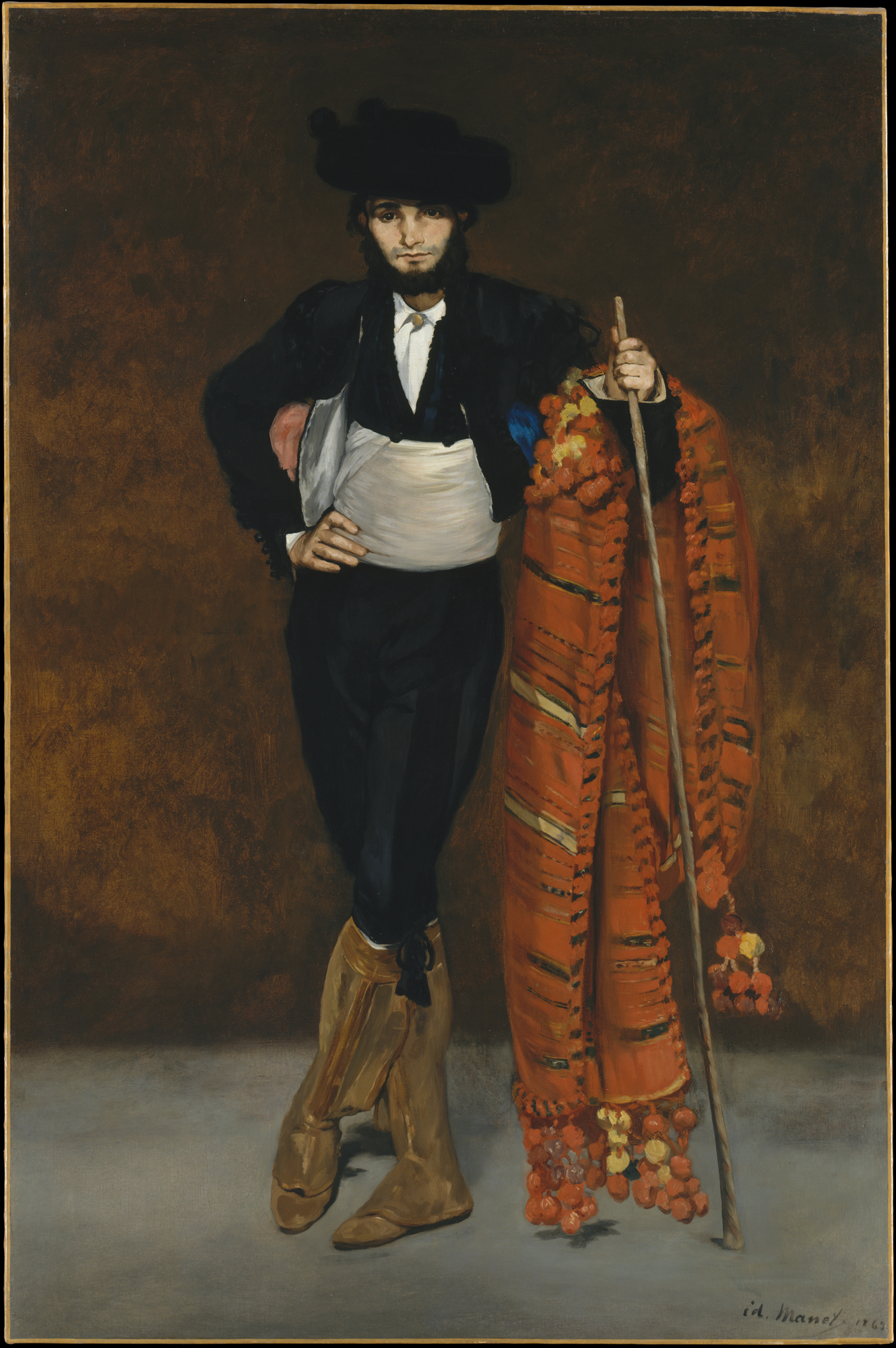
Jongeman in het kostuum van een majo (1863)